# Гребнев, Андрей Феоктистович
Андрей Феоктистович Гребнев (30 ноября 1912 года, с. Покатиловка, ныне Теректинский район, Западно-Казахстанская область, Республика Казахстан — 20 октября 1973 года, Пермь, СССР) — советский военный деятель, генерал-майор (1953). Герой Советского Союза (6 апреля 1945).

## Начальная биография
Родился 30 ноября 1912 года в селе Покатиловка ныне Теректинского района Западно-Казахстанской области Республики Казахстан в семье крестьянина.
Получил неполное среднее образование. Юность провёл в Мариуполе (Донецкая область, Украина), где и начал работать разнорабочим. Затем работал буровым мастером, с июня 1933 — кладовщик и помощник директора хлебозавода, с декабря 1933 — матрос в Днобазе.

## Начало военной службы
В сентябре 1934 года был призван в ряды Красной Армии Мариупольским городским военкоматом Донецкой области Украинской ССР. Служил в 12-м стрелковом полку 4-й стрелковой дивизии имени Германского пролетариата Белорусского военного округа: окончил полковую школу в 1935 году, далее был командиром отделения, старшиной роты в полковой школе, с сентября 1937 по июнь 1938 года учился на курсах младших лейтенантов округа в Бобруйске. Затем в том же полку был командиром взвода, командиром роты, помощником начальника штаба полка. С полком принимал участие в Освободительном походе РККА в Западную Украину и советско-финской войне, причём в последней был ранен. В ноябре 1940 года направлен на учёбу на Высшие стрелково-тактические курсы усовершенствования офицерского состава пехоты «Выстрел».

### Великая Отечественная война
С началом Великой Отечественной войны лейтенант А. Ф. Гребнев был срочно выпущен с курсов в июле 1941 года. 29 июля 1941 года назначен командиром батальона 856-го стрелкового полка 283-й стрелковой дивизии Орловского военного округа (дивизия формировалась в Щигровском районе Курской области). В середине сентября дивизию передали в оперативную группу генерала А. Н. Ермакова Брянского фронта, где она готовилась к участию в армейской операции по освобождению города Глухов (Сумская область). Однако 30 сентября 1941 года немецкие войска начали генеральное наступление на Москву, нанеся в том числе значительное поражение и войскам Брянского фронта в ходе Орловско-Брянской операции. В этом сражении полк вместе с дивизией оказались в окружении. Сохранив боеспособность, войска три недели пробивались к своим и 22 октября прорвали фронт и соединились с основными силами уже на Тульском направлении. Затем А. Ф. Гребнев отличился при отходе от Льгова к Щиграм и уничтожению всех переправ на пути отхода. 30 октября с дивизией был переброшен на ликвидацию немецкого прорыва под городом Ефремов и там вновь отличился. Умело отбивал атаки пехоты и танков противника, даже оказавшись в полном окружении. При отходе на новую позицию батальон Гребнева выполнил задачу по прикрытию отхода полка, оставаясь на оборонительных рубежах, а затем с минимальными путями вывел из окружения и свой батальон. За эти оборонительные бои был награждён орденом Ленина.
С началом контрнаступления под Москвой уже ставший капитаном Андрей Гребнев вновь отлично действовал в Елецкой наступательной операции. С января 1942 года — командир учебного батальона 856-го стрелкового полка. В 1942 году вступил в ряды ВКП(б).
В июне 1942 года майор Гребнев был назначен на должность командира 409-го стрелкового полка (137-я стрелковая дивизия, 3-я армия, Брянский фронт). В ходе Воронежско-Ворошиловградской оборонительной операции дивизия оборонялась в районе города Мценск, в феврале-марте 1943 года наступала в ходе Малоархангельской операции. В июле 1943 года полк под командованием Гребнева (уже в составе 48-й армии) участвовал в Курской битве и в Орловской наступательной операции, в ходе которой полк освободил 29 сёл и деревень Орловской области. В бою за деревню Пирожково (Свердловский район, Орловская область), полк уничтожил 9 танков, 19 орудий, 23 автомашины и другую технику. При отражении контратаки Гребнев находился на передовой. За умелое управление боем и нанесение больших потерь противнику в живой силе и технике подполковник Гребнев был награждён орденом Красного Знамени. Затем участвовал в Гомельско-Речицкой наступательной операции.
С конца декабря 1943 года полковник А. Ф. Гребнев командовал 470-м стрелковым полком (194-я стрелковая дивизия, 48-я армия). Во главе полка проявил исключительные отвагу и мастерство в ходе Белорусской стратегической наступательной операции «Багратион». 24 июня 1944 года его полк форсировал Днепр в районе посёлка Задрутье (Рогачёвский район, Гомельская область), после чего принял участие в ликвидации окружённой группировки противника юго-восточнее Бобруйска, с ходу форсировав Березину. Наступление полка способствовало скорейшему освобождению городов Барановичи, Слоним и Волковыск. В боях при освобождении этих городов вновь полк действовал очень успешно. За инициативу, умелое руководство частью и личную отвагу, проявленные на белорусской земле, полковник Гребнев был представлен к присвоению звания Героя Советского Союза.
Указом Президиума Верховного Совета СССР от 6 апреля 1945 года за образцовое выполнение заданий командования и проявленные мужество и героизм в боях с немецко-фашистскими захватчиками полковнику Андрею Феоктистовичу Гребневу присвоено звание Героя Советского Союза с вручением ордена Ленина и медали «Золотая Звезда» (№ 6113).
Пока представление к высшей награде проходило по инстанциям, боевой путь полковника Гребнева продолжался. В июле 1944 года он был назначен заместителем командира 73-й стрелковой дивизии, после гибели в бою командира дивизии Героя Советского Союза полковника В. И. Матронина временно командовал дивизией около месяца. Дивизия в это время вела тяжелые бои в ходе Ломжа-Ружанской наступательной операции.
27 октября 1944 года полковник Гребнев был назначен на должность командира 17-й стрелковой дивизии 48-й армии. Под его командованием дивизия участвовала в разгроме войск противника в ходе Восточно-Прусской наступательной операции с января по конец апреля 1945 года. В конце января 1945 года дивизия заняла оборону на правом берегу реки Пассарга на длине в 18 километров. Из-за большого участка обороны Гребнев решил сосредоточить основные силы дивизии южнее города Вормдитт (ныне Орнета, Польша), где сходились железная дорога, шоссе и проселочные пути. Дивизия отразила несколько десятков атак противника, пытавшегося прорвать наши позиции, два дня воевала в окружении. Несмотря на ранение комдив руководил боем до подхода основных сил. Был награждён орденом Суворова 2 степени. После лечения в госпитале вернулся в свою дивизию. Принимал участие в последних боях в Восточной Пруссии, взятии города Браунсберг и форсировании залива Фришес-Хафф. За умелое руководство частями дивизии, а также приданными силами в боях на косе Фрише-Нерунг Гребнев был награждён орденом Красного Знамени.

### Послевоенная карьера
После Победы командовал дивизией до сентября 1945 года. Затем направлен в распоряжение Главного управления кадров Наркомата обороны СССР, в марте 1946 года направлен на учёбу. В 1947 году окончил курсы усовершенствования командиров стрелковых дивизий при Военной академии имени М. В. Фрунзе. С января 1947 — заместитель командира 3-й гвардейской отдельной стрелковой бригады в Московском военном округе. С марта 1949 года — заместитель командира 6-й стрелковой дивизии 4-й общевойсковой армии Закавказского военного округа. С марта 1951 — командир 51-й отдельной стрелковой бригады в Одесском военном округе. С ноября 1953 по декабрь 1955 — командир 188-й стрелковой дивизии (в апреле 1955 переименована в 20-ю стрелковую дивизию). Затем убыл на учёбу.
В 1956 году окончил Высшие академические курсы при Высшей военной академии имени К. Е. Ворошилова. С ноября 1956 года — заместитель командира 10-го стрелкового корпуса в Уральском военном округе. С 8 октября 1960 по 25 января 1968 года служил военным комиссаром Пермской области. С сентября 1968 года генерал-майор А. Ф. Гребнев в запасе.
Жил в Перми. Умер 20 октября 1973 года. Похоронен на Южном кладбище Перми.

## Награды
- Медаль «Золотая Звезда» Героя Советского Союза (6.04.1945)[3];
- два ордена Ленина (10.11.1941, 6.04.1945);
- три ордена Красного Знамени (5.08.1943, 11.06.1945, 5.11.1954);
- орден Суворова 2-й степени (23.04.1945);
- орден Отечественной войны 1-й степени (18.10.1944);
- орден Красной Звезды (15.11.1950);
- медаль «За боевые заслуги» (3.11.1944);
- медали СССР
- Крест Храбрых (ПНР, 19.12.1968).

## Память
- На здании Пермского военкомата установлена мемориальная доска, посвящённая служившим в нём Героям Советского Союза А. Ф. Гребневу и Д. Н. Голосову (2000)[4].
- По инициативе местных жителей именем генерала Гребнева названа улица в деревне Кулики (Пермский край, Пермский район), на которой находится дом-дача Андрея Феоктистовича.